# 桜井雪館
桜井 雪館（さくらい せっかん、正徳5年（1715年） - 寛政2年2月21日（1790年4月5日））は江戸時代中期の画家。
名は館、字は常翁。雪館のほかに号は山興・雪志・三江・萱園隠士など。常陸水戸の生まれ。

## 略歴
桜井家は代々画を業とした。祖父・寛と父・擔は、常陸水戸藩主・徳川光圀が長門の雲谷寺から招いた画僧に師事したとされる。この画僧は自らを雪舟9世・等禅と称しており、後に雪館が江戸に出て雪舟12世を自称する根拠とした。雪館の師は水戸藩士の桜井才次郎忠重で、光圀からその画力を称賛され、「桜井」と「字叔任氏」の印二顆を与えられている。
雪館は江戸に出ると雪舟の遺蹟を蒐集。雪舟の粉本が箪笥に一杯になるほど熱心に研究を重ねて画法を学び、雪舟派の再興を図った。明和6年（1769年）までに門人が200人以上になるほど隆盛した。最も得意としたのは山水画、次に人物画だったとされる。しかし、現存する作品は極めて少ない。主な門弟に僧・月僊や宮部雲錦（立原翠軒門人）・桑山玉洲などがいる。若き日の谷文晁も雪館の講義を聞いている。日頃、雪館が門弟へ説いた画の教えを次女の雪保（秋山・1754年–1824年）が原稿としてまとめ『画則』として刊行した。この次女・雪保、甥の雪鮮も画家となった。
76歳にて歿する。霊巌寺の塔頭から始まるとされる勢至院に墓所がある。娘雪保も同じ墓に葬られる。

## 刊行物
- 桜井雪館『畫則』須原屋伊八 : 須原屋茂兵衛、1776年。 NCID BB11786270。 井上金峨序（5巻6冊） 安永5年刊行[10]。

## 作品
- 「奥州千賀浦松島図屏風」 紙本淡彩 六曲一双 156.0cmx371.6cm（各） 茨城県立歴史館蔵[13][14]
- 「山水図」[15]

## 脚註
1. ↑  「雪舘」と筆記する例もある。島田筑波（一郎）『桜井雪舘』 1巻、西尾市岩瀬文庫〈筆蔵〉、1920年。
2. ↑  坂崎坦、1927年。
3. ↑  Jordan, Brenda G; Weston, Victoria Louise (2003). Copying the Master and Stealing His Secrets: Talent and Training in Japanese Painting. University of Hawaii Press. pp. 65-66 2018年7月7日閲覧。
4. ↑  大内健二『茨城の古書画人名事典』暁印書館、1998年。 NCID BA37630870。
5. 1 2  五極軒十意語 [述] (1769). “桜井山興先生門人”. 諸家人物志. 3. 奥村嘉七 2018年7月7日閲覧。 コマ番号29。
6. 1 2 3  中尾樗軒『近世逸人画史』坂崎坦 [編]、目白書院〈日本画談大観/下編〉、1917年、1288-1293頁。2018年7月7日閲覧。原書は1824年（文政7年）刊行。コマ番号662。
7. ↑  中尾樗軒 1917, p. 1290.
8. ↑  山口泰弘 (1991年3月). “月僊の初期作風の多様性と様式形成——人物画を中心として”.   三重県立美術館. 2018年7月7日閲覧。
9. ↑  山口泰弘「画僧月僊の様式形成と先行絵画」『三重大学教育学部研究紀要』第61巻、三重大学教育学部、2010年、62-49頁、ISSN 1880-2419。
10. 1 2  早川純三郎「画則雑話」『日本書畫苑』 2巻、國書刊行會、1914年。 NCID BN0828932X。OCLC 77279384。
11. ↑  特別展「櫻井雪保 : 知られざる女流画家 : 父・雪館と歩んだ絵画の道」展覧会会期は2015年（平成27年）10月17日–11月22日。秋山・櫻井雪保は1754年（宝暦4年）頃の人。櫻井秋山、櫻井雪館『櫻井雪保 : 知られざる女流画家 : 父・雪館と歩んだ絵画の道 : 特別展』中村有紀子 [編集]、水戸市立博物館、2015年。 NCID BB20518443。
12. ↑  “勢至院”.   フォートラベル. 2018年7月7日閲覧。住所：東京都江東区三好1-4-5。
13. ↑  「日本三景展」実行委員会『日本三景展 : 松島・天橋立・厳島』広島県立美術館; 京都府京都文化博物館; 東北歴史博物館、2005年8月2日、114-115頁。 NCID BA73453167。
14. ↑  「美術にみるみちのく」『はるかみちのく : 古典文学と美術にみるすがた : 特別展』東北歴史博物館、多賀城市、2001年、119頁。 NCID BA53917389。 会期: 2001年10月2日(火)–同年11月11日(日)
15. ↑  『千人画伯名画集』1号、千人画伯名画集編纂所 [編]、日本彩葉館、1907年。 明治40年刊行。
16. ↑  『画乗要略』は東京大学附属図書館蔵本（天保3年刊）の影印、『近世逸人画史』は東京大学史料編纂所蔵本（明治20年転写）の影印による。